# Pavillon Carré de Baudouin
Pavillon Carré de Baudouin (též řečený Pavillon Pompadour) je klasicistní stavba z 18. století v Paříži, která se nachází ve 20. obvodu na rohu ulic Rue des Pyrénées a Rue de Ménilmontant. Od roku 2007 slouží pro veřejnost jako kulturní centrum. Dům je od roku 1928 chráněn jako historická památka.

## Historie
Pavilon je původně venkovský dům, letohrádek postavený v 18. století jako místo zábavy a odpočinku. Jeden z prvních majitelů byl Nicolas Carré de Baudouin, který jej zdědil v roce 1770 a nechal přistavět peristyl se čtyřmi jónskými sloupy. Autorem této úpravy byl architekt Pierre-Louis Moreau-Desproux (1727–1794), ředitel staveb města Paříže. Dům byl později i ve vlastnictví rodiny Goncourt a Jules a Edmond de Goncourt zde strávili část svého dětství. V roce 1836 sestry svatého Vincence z Pauly zde založily sirotčinec a v přilehlé budově postavené pro tuto příležitost zřídily kapli. V letech 1971–1992 zde sestry společně s městem provozovaly zdravotně-sociální středisko a ubytovnu pro mladé pracující. V roce 1992 sestry ukončily svou činnost a v roce 2003 město dům zakoupilo a nechalo zrekonstruovat. V roce 2005 byla pro veřejnost zpřístupněna přilehlá zahrada o rozloze 1800 m2 a v roce 2007 i celý pavilon.

## Využití
Pavilon s rozlohou 815 m2 nabízí různá zařízení věnovaná umění a kultuře jako přednáškový sál, výstavní sály, kanceláře pro různá sdružení apod.